# Euscorpius gocmeni
Espèce
Euscorpius gocmeni est une espèce de scorpions de la famille des Euscorpiidae.

## Distribution
Cette espèce est endémique de la province d'Antalya en Turquie. Elle se rencontre vers Akseki.

## Description
Le mâle holotype mesure 29,85 mm et la femelle paratype 24,95 mm.

## Étymologie
Cette espèce est nommée en l'honneur de Bayram Göçmen.

## Publication originale
- Tropea, Yağmur & Yeşilyurt, 2014 : A New Species of Euscorpius Thorell, 1876 from the Antalya Province, Southern Turkey (Scorpiones: Euscorpiidae). Euscorpius, no 184, p. 1-13 (texte intégral).